# 67.ª Brigada Mecanizada (Ucrânia)

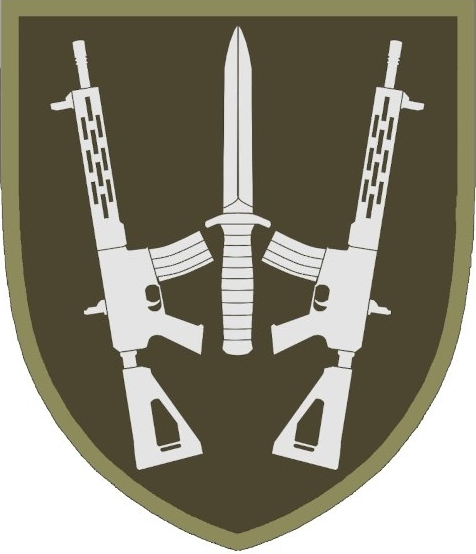
Insígina da 67ª Brigada Mecanizada

A 67.ª Brigada Mecanizada (em ucraniano: 67-та окрема механізована бригада) é uma brigada das Forças Terrestres da Ucrânia formada em 2022.

## História
A 67.ª Brigada Mecanizada foi formada com base no Corpo Voluntário Ucraniano do Setor Direito.
Pouco depois da invasão russa em fevereiro de 2022, o comando ucraniano decidiu reunir todas as formações voluntárias sob o comando do Exército Ucraniano. Uma das maiores formações voluntárias na época era o Corpo Voluntário Ucraniano (conhecido como DUK), formado pelo Setor Direito após a anexação da Crimeia pela Rússia em 2014. Após a invasão russa em larga escala em 2022, o DUK expandiu-se para seis batalhões e suas unidades participaram da defesa de cidades-chave como Kiev, Carcóvia, Mariupol e muitas outras. Em março de 2022, o Corpo Voluntário Ucraniano aceitou a oferta do comando ucraniano e juntou-se às Forças de Operações Especiais (SSO) como o 7.º Centro do Corpo Voluntário.
No final de novembro de 2022, foi revelado que nem todos os batalhões haviam se juntado às SSO e, em vez disso, haviam formado uma nova brigada dentro da estrutura das Forças Terrestres Ucranianas, a 67.ª Brigada Mecanizada. O segundo batalhão do DUK foi reorganizado como o primeiro batalhão da 67.ª Brigada Mecanizada, e o sexto batalhão tornou-se o 2.º batalhão. A brigada também possui sua própria unidade de tanques e artilharia.